# 辛諾特鎮區 (明尼蘇達州馬歇爾縣)
辛諾特鎮區（英語：Sinnott Township）是位於美國明尼蘇達州馬歇爾縣的一個行政鎮區。

## 歷史
辛諾特鎮區於1883年設立，得名自當地早期定居者J·P·辛諾特（J. P. Sinnott）和P·J·辛諾特（P. J. Sinnott）。

## 地方資料
辛諾特鎮區的面積為93.65平方千米，皆為陸地。根據2020年美國人口普查的數據，當地共有人口26人，而人口密度為每平方千米0.28人。